# Lothar Deplazes
Lothar Deplazes (Sagogn, 14 de agosto de 1939 - Küsnacht, 2 de febrero de 2015) fue un poeta y dramaturgo suizo en lengua retorromance.
Realiza su educación secundaria en Mustér y estudia Historia y Germanística en Zúrich, finalizando con un doctorado sobre historia medieval de Grisones. Colaboraba en el Centro de investigación para la historia y la onomástica del cantón del Tesino y era docente encargado de medievalística la universidad de Zúrich.
Ha editado numerosos documentos medievales del Tesino e italianos y de estudios sobre la historia medieval. Desde 1991, junto con Otto P. Clavadetscher, edita el libro de documentos medievales del cantón de los Grisones (Bündner Urkundenbuch).

## Obra
- Il cerchel magic (cuatro actos, 1986)
- Il semiader (cuatro actos, 1996)
- Tredischin (1996)
- Enzennas dil cunfar cumparius (2004)
- Termagls dil temps/Zeitspiele (2009)
- Umbrivas muentadas/Bewegte Schatten (2013)